# .460 Smith and Wesson
.460 Смит и Ве́ссон Ма́гнум (англ. .046 Smith & Wesson Magnum, .460mag, .460sw) — охотничий револьверный патрон. Патрон .460 S&W Magnum второй по мощности из револьверных и пистолетных патронов, уступая лишь .500 S&W Magnum. Этот патрон лидирует по скорости пули среди пистолетных и револьверных патронов, которая может доходить до 710 м/c, что сравнимо с пулей 7.62х39 к Автомату Калашникова.

## Описание
Патрон .460 S&W Magnum был разработан совместно с Hornady на пике популярности «очень больших револьверов», в 2005 году, на основе .454 Casull — придуманного как «уайлдкэт» (то есть нестандартный патрон ручного снаряжения для энтузиастов) еще в 1950-е, а пошедший «в серию» только благодаря Ruger гораздо позже, уже в конце девяностых. Используя пулю того же истинного калибра 0,452 дюйма (11,5 мм), что и патрон Дика Касулла, этот патрон получил удлиненную почти на 11 мм гильзу (с 35,1 мм до 46 мм), капсюль типа Boxer Small Rifle (4,45 мм) был сменен на Large Rifle (5,33 мм). В сравнении с патроном.500 S&W Magnum, у .460 S&W Magnum выше предельное давление (450 МПа против 410 МПа) и выше дульная скорость: все с того же баллистического ствола 212,7 мм 13-граммовая пуля разгоняется до 710 м/с.
Патрон .460 — более длинная и мощная версия .454 Casull, который в свою очередь является удлинённой и переработанной версией .45 Colt. Это значит, что все ружья и пистолеты, которые могут стрелять .460 патронами, могут стрелять и .454 и .45. Но обратное невозможно из-за больших размеров .460 S&W и из-за того, что при выстреле оружие под более слабые патроны может взорваться.
Пули у .460 Smith and Wesson также специфические (остроконечные), что обычно не характерно для револьверных и пистолетных пуль, по типу винтовочных, это связано с тем, что скорость полёта пуль очень высока. Масса пуль в пределах от 13 до 26 грамм.

## Достоинства и недостатки
Как и все боеприпасы, патрон  .460 S&W Magnum имеет свои достоинства и недостатки:
| Достоинства | Недостатки                                      |
| --- | ----------------------------------------------- |
| Большое останавливающее действие пули. | Высокая дульная вспышка, отдача, переносимость. |
| Очень высокое убойное действие скоростной пули с большой энергией, которое превосходит большинство винтовочных патронов обычного калибра. | Цена и дороговизна.                             |
| Высокое пробивное действие и хорошая баллистика.                                                                                          | Громкий звук выстрела.                          |

## Оружие
Smith and Wesson 460 XVR — револьвер, разработанный на X-фрейме Smith and Wesson для стрельбы .460 патронами. Также имеется его версия для .500 калибра.